# The Best Damn Thing (sång)
"The Best Damn Thing" är en låt framförd av den kanadensiska sångerskan Avril Lavigne och utgiven som den fjärde singeln från hennes tredje album The Best Damn Thing (2007). Singeln släpptes bara i vissa europeiska länder och i Brasilien under juni 2008. Låten skrevs av Lavigne och Butch Walker, och producerades av Walker. Det är en poppunklåt som behandlar kvinnligt självförtroende.
Musikvideon regisserades av Wayne Isham.

## Låtlista
CD-singel
1. "The Best Damn Thing" – 3:09
2. "Girlfriend" (MSN Control Room) – 4:06
3. "Innocence" (MSN Control Room) – 3:51
4. "Hot" (MSN Control Room) – 3:49
5. "Losing Grip"  (MSN Control Room) – 4:10

## Listplaceringar
| Lista (2008)                       | Högsta position |
| ---------------------------------- | --------------- |
| Belgien (Ultratip Flandern)        | 14              |
| Belgien (Ultratip Vallonien)       | 18              |
| Kanada (Canadian Hot 100)          | 76              |
| Tjeckien (Rádio Top 100)           | 84              |
| Tyskland (GFK Entertainment)       | 64              |
| USA Bubbling Under Hot 100 Singles | 7               |
| Österrike (Ö3 Austria Top 40)      | 51              |